# Лоар Атлантик
Лоар Атлантик (на френски: Loire-Atlantique, „Атлантическа Лоара“) е департамент в регион Пеи дьо ла Лоар, западна Франция. Образуван е през 1790 година от югоизточните части на провинция Бретан. Площта му е 6815 km², а населението – 1 266 358 души (2009). Административен център е град Нант.